# Maytenus aquifolium
Maytenus aquifolium е растение, ендемично за Североизточна Аржентина, Южна и Югоизточна Бразилия и Парагвай.

## Описание
Смята се, че Maytenus aquifolium и друг вид от същия род, Maytenus ilicifolia, се използват в Бразилия като спазмолитици, контрацептиви, диуретици, аналгетици и за лекуване на язви. Лабораторни изследвания с животни доказват увеличаването на обема и pH на стомашния сок, антиоксидантната активност, антисептичното действие и заздравяването.